# 摂氏32℃
『摂氏32℃』（せっしさんじゅうにど）は、1996年 (平成8年）に公開された香港・韓国による合作の香港ノワール映画である。監督はパトリック・レオン（梁柏堅）。日本未公開

## 概要
製作
1996年
香港・韓国
ジョニー・トー（杜琪峰）
監督
パトリック・レオン（梁柏堅）
動作設計
ユン・ブン（元彬）
ユン・タク（元德）
出演
ウー・チェンリェン（呉倩蓮、ン・シンリン）
ラウ・チンワン（劉青雲）
ハン・ジェソク
香港名摂氏32℃
英題Beyond hypothermia
韓国による英題UNFIX
韓国名언픽스